# Ettlingen
Ettlingen é uma cidade da Alemanha, no distrito de Karlsruhe, na região administrativa de Karlsruhe, estado de Baden-Württemberg.
Está a cerca de 8 km a sul da cidade de Karlsruhe e a cerca de 15 km da fronteira com Lauterbourg, no departamento francês do Baixo Reno. Ettlingen é a segunda maior cidade do distrito de Karlsruhe, depois de Bruchsal.

## Geografia
Ettlingen está situada na extremidade norte da Floresta Negra na planície do Alto Reno. O rio Alb surge nas colinas da Floresta Negra e atravessa Ettlingen antes de ser despejado no Reno em Eggenstein-Leopoldshafen, tornando Ettlingen um ponto central do Albtal, o Vale do Alb. O centro de Ettlingen e as suas maiores comunidades constituintes (Bruchhausen, Ettlingenweier, Oberweier) encontram-se na própria planície, mas algumas das aldeias (Spessart, Schöllbronn e Schluttenbach) encontram-se aninhadas entre as encostas mais ao norte da Floresta Negra.

### Comunidades vizinhas
O município de Ettlingen é delimitado pelas seguintes comunidades, no sentido horário a partir do norte: Karlsruhe, Waldbronn, Karlsbad (Baden), Marxzell, Malsch e Rheinstetten, todas pertencentes ao distrito de Karlsruhe, excepto a cidade independente de Karlsruhe.

### Comunidades constituintes
Desde as grandes reformas comunais decretadas por Baden-Württemberg no início dos anos 70, o município de Ettlingen é constituído pela própria cidade de Ettlingen e pelas comunidades de Bruchhausen, Ettlingenweier, Oberweier, Schluttenbach, Schöllbronn e Spessart.

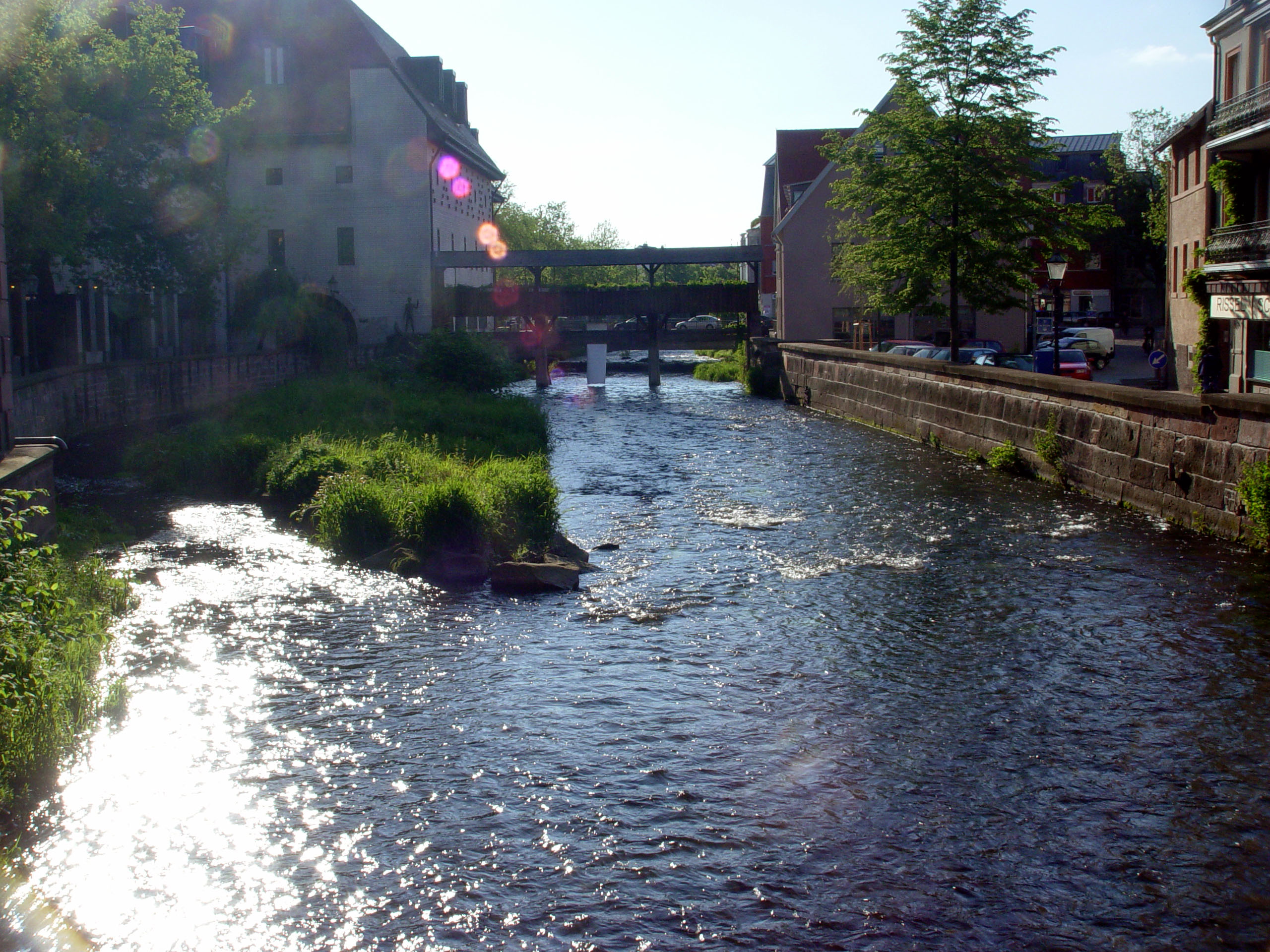
Rio Alb em Ettlingen

## História
Ettlingen foi um importante entroncamento durante a época romana, quando a região fazia parte da província da Germânia Superior. Isto é demonstrado pelos muitos artefatos encontrados na área, incluindo a "Pedra de Netuno", que celebra uma inundação do Reno, e os restos de um banho romano escavado sob a Igreja de São Martinho. A cidade foi mencionada pela primeira vez em 788 como "Ediningom" em um ato de doação da Abadia de Weissenburg na Alsácia (atualmente na França).

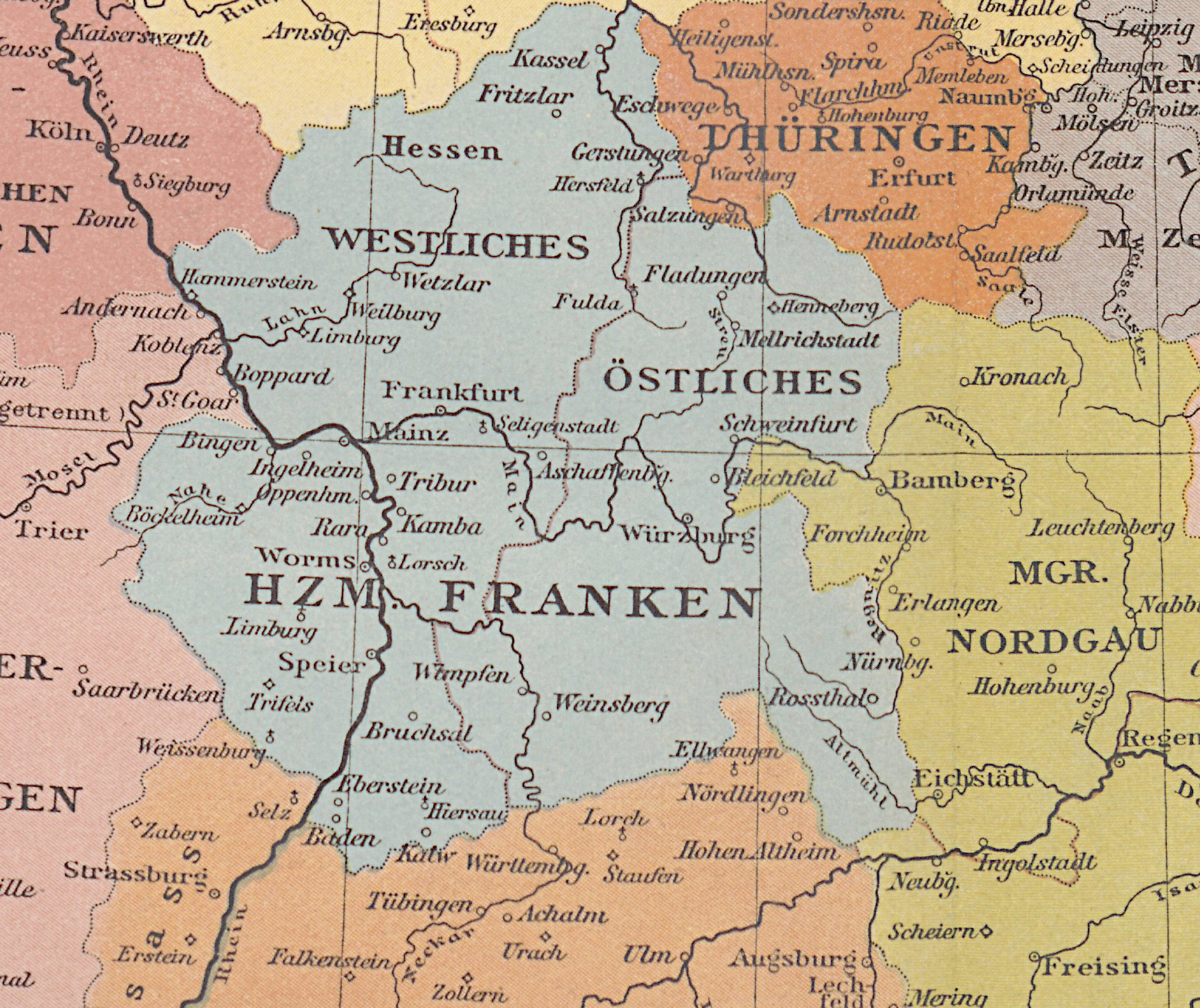
Ducado da Francônia por volta do ano 900

Durante a época dos ducados tribais, a localidade foi parte do Ducado da Francônia. Em 965 (algumas fontes mencionam 973), o imperador romano-germânico Otto, o Grande concedeu ao mosteiro de Weißenburg os direitos de mercado (Marktrecht) para a aldeia de "Ediningom". Em 1192, o Imperador Henrique VI, um dos filhos de Frederico Barbarossa, visitou a cidade. O Marquês (Margrave) Herman V de Baden-Baden foi empossado pelo rei Frederico II em 1219 como senhor feudal de "civitas (cidade) Ettenigen". 
O marquês Rudolf I de Baden, filho de Hermann V, uniu-se em 1246 aos adversários da Dinastia Hohenstaufen e apoiou Heinrich Raspe e os anti-rei subsequentes. Ele construiu um castelo em Ettlingen em meados do século XIII - possivelmente sobre os restos de uma construção dos Hohenstaufen.
A partir de 1500, a cidade estava no círculo imperial suábio. Em 1535 Ettlingen já constava estava dentro da Marca de Baden-Baden, onde tornou-se um importante centro administrativo. A grafia atual do nome da cidade é considerada como tendo origem em 1532:
| de 788    | a partir de 1143 | 1234      | no século XIII | de 1288     | de 1358    | de 1370  | de 1532 até hoje |
| Ediningom | Etiningem        | Ettenigen | Etiningen      | Ettliningen | Ettelingen | Etlingen | Ettlingen        |

No século XVI o castelo foi reformado como um castelo renascentista. Ettlingen deu o seu nome a uma linha de terraplenagem defensiva conhecida como a Linha Ettlingen construída para deter a agressão francesa. Durante a Guerra dos Nove Anos a cidade foi quase totalmente destruída em 1689 pelas tropas de Luís XIV, mas reconstruída nas décadas seguintes, sob a direção da Marquesa (Margravine) Sibylle Auguste. Sibylle Auguste reconstruiu o castelo renascentista, desta vem em estilo barroco, em 1727. A antiga fortaleza foi integrada ao novo prédio, mas encurtada por dois andares e ainda hoje pode ser vista no pátio. 

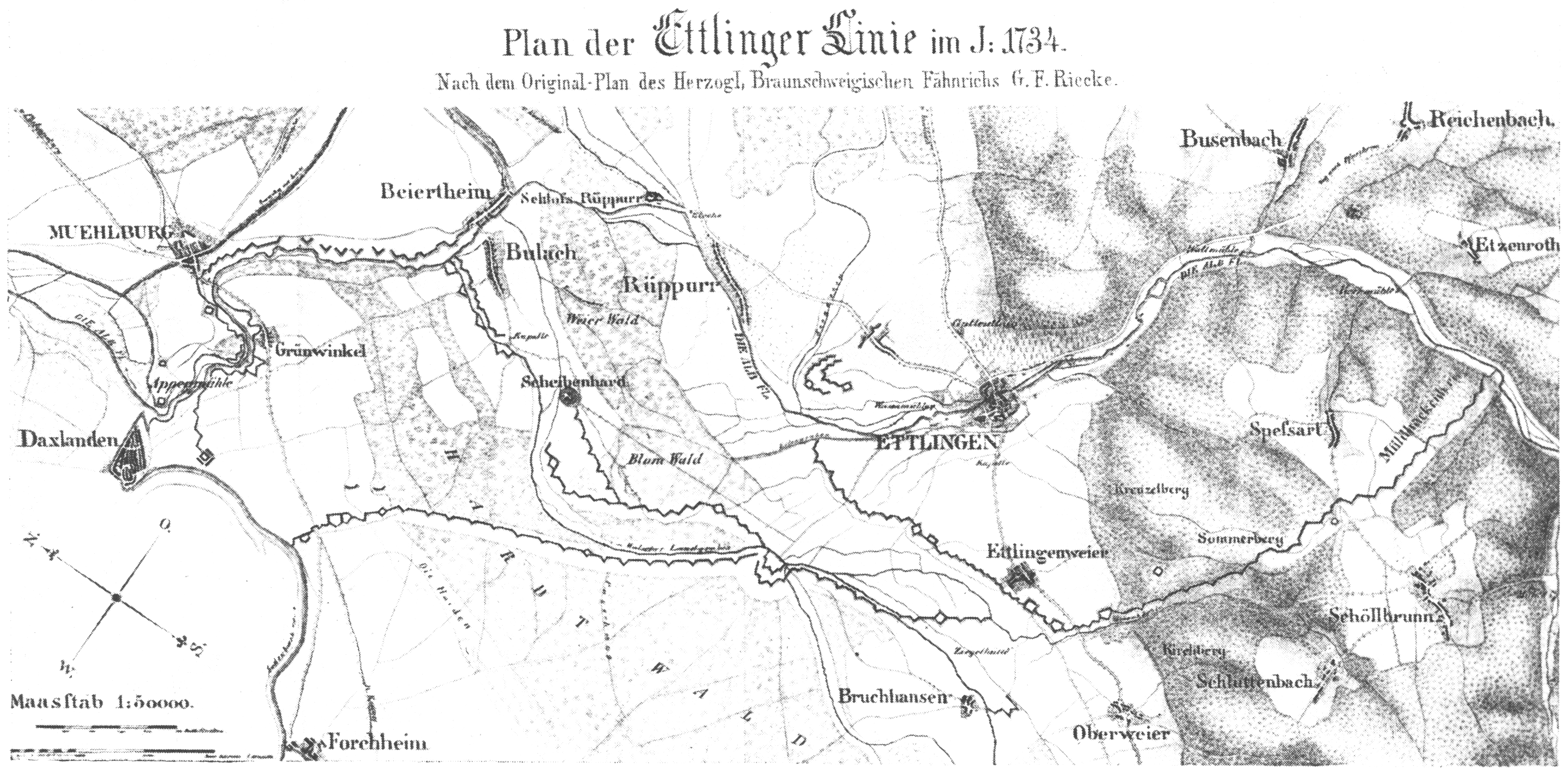
Linha Ettlingen em 1734

Após a extinção da linha católica de Baden-Baden em 1771, Ettlingen passou para a Marca de Baden-Durlach (protestante), que se tornaria a unificada Marca de Baden. Durante as Guerras Revolucionárias Francesas, Ettlingen foi o local de uma batalha entre o Exército Francês do Reno e Mosela e o Exército de Habsburgo do Alto Reno em 9 de julho de 1796.  No período das atividades de Napoleão na Alemanha, o Marquês Carlos Frederico de Baden foi promovido a Príncipe-Eleitor em 1803 e Grão-Duque em 1806.
Em 1 de abril de 1937, o distrito Ettlingen foi revogado e seu território foi incorporado ao que se tornaria distrito de Karlsruhe em 1939. Ettlingen e locais  circundantes continuam a fazer parte deste distrito até os dias atuais.
Em 1966, Ettlingen passou a marca de 20.000 habitantes e foi elevada ao status de Große Kreisstadt ("grande cidade distrital", com mais responsabilidades na região) pelo governo de Baden-Württemberg. Durante as reformas comunais do início dos anos 70, várias comunidades menores foram incorporadas em Ettlingen, elevando a população para mais de 30.000 habitantes. 
A famosa série de teatros ao ar livre de Ettlingen, o Schlossfestspiele, iniciou as suas apresentações no pátio barroco do castelo de Ettlingen em 1979 e, em 1988, Ettlingen sediou o Jardim Estadual de Baden-Württemberg. Em 1994, a Heimattage Baden-Württemberg teve lugar em Ettlingen.
Em 1995, os soldados americanos deixaram o Rheinlandkaserne. Em 1999, o furacão Lothar assombrou a cidade, que destruiu numerosos edifícios e grandes áreas florestais. Em 2003, Gabriela Büssemaker foi a primeira mulher eleita para o cargo de prefeita. 

### Rheinland Kaserne
Ettlingen é a sede da Rheinland Kaserne. Anteriormente uma base do exército alemão, por muitos anos após a Segunda Guerra Mundial a Rheinland Kaserne foi o lar de várias unidades do Exército dos EUA. Em meados dos anos noventa, o Exército dos EUA devolveu os quartéis à Alemanha. Agora é o lar de uma escola particular, consultórios médicos, um centro de registro de veículos, novas moradias e o cinema Kulisse.
Entre as unidades do Exército dos EUA baseadas em Rheinland Kaserne estavam o 78º Batalhão de Engenheiros e o 44º Batalhão de Sinais.

### Religiões
Ettlingen era originalmente uma parte da antiga Diocese de Speyer e estava sob o cuidado pastoral do Arquidiácono de São Germano e Moritz in Speyer. A cidade originalmente pertencia ao decanato (vigararia) de Durlach, mas foi feita arquidiocese no século XVI. A Reforma Protestante ganhou adeptos em Ettlingen já em 1520, mas a cidade permaneceu principalmente católica, e a maioria católica da cidade foi apoiada pela linha católica de Baden-Baden; mais tarde, a partir de 1624, os jesuítas desempenharam um papel ativo na conversão de muitos dos habitantes da cidade de volta para a fé católica. No início do século XIX, os protestantes eram uma pequena minoria.

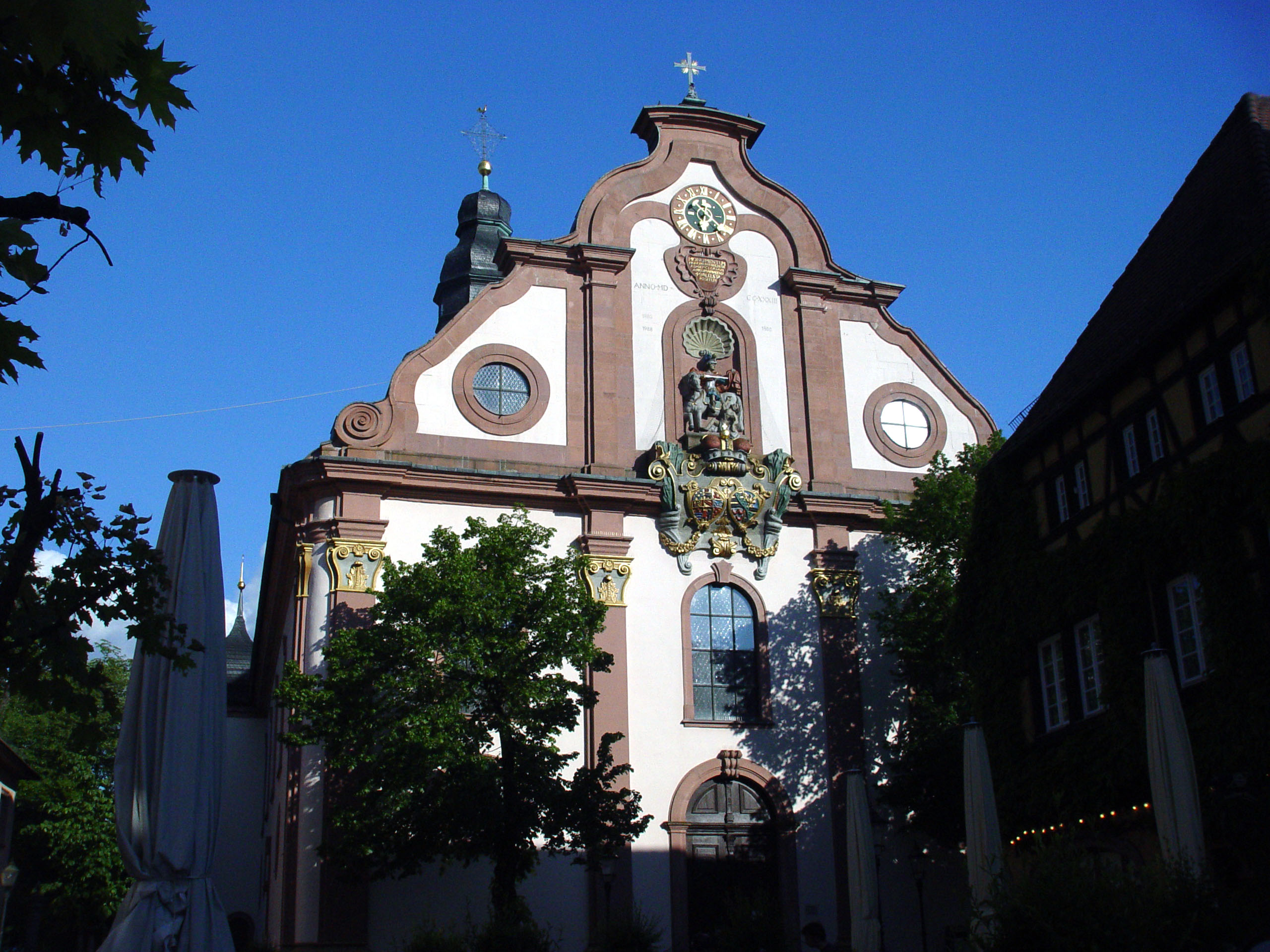
Martinskirche

Durante o período de secularização que se seguiu à dissolução do Sacro Império Romano-Germânico, Ettlingen fez parte do Ordinário de Bruchsal. Em 1821, tornou-se parte da recém-fundada Arquidiocese de Friburgo, e a cidade foi transformada em sede de decanato (vigararia), que incluía não só as paróquias de Ettlingen propriamente ditas, mas também as de aldeias vizinhas e municípios vizinhos. Hoje, Ettlingen pertence ao Decanato de Karlsruhe, com as várias paróquias organizadas em unidades pastorais (Seelsorgeeinheiten); Ettlingen Stadt, com as paróquias Herz Jesu (Sagrado Coração), Liebfrauen (Nossa Senhora), e St. Martin's, a igreja mais antiga da cidade; Ettlingen Süd, com S. Dionísio em Ettlingenweier, S. Wendelin's em Oberweier, e St. Joseph's em Bruchhausen; e Ettlingen Höhe, com St. George's em Völkersbach, St. Boniface's em Schöllbronn, e St. Anthony's em Spessart, embora Völkersbach pertença politicamente ao município de Malsch.

Famílias judaicas viveram em Ettlingen desde pelo menos o século XVII. Viviam principalmente em Färbergasse, anteriormente conhecido como "Judengasse" (Beco dos Judeus). A primeira sinagoga de Ettlingen foi construída na Albstraße em 1849, destruída quando uma nova sinagoga foi construída na Pforzheimerstraße e reconstruída em 1889. A "Nova Sinagoga" foi destruída durante o infame pogrom da Kristallnacht de novembro de 1938. A maioria dos restantes cidadãos judeus de Ettlingen foi deportada logo em seguida como parte da "Solução Final" nazista.

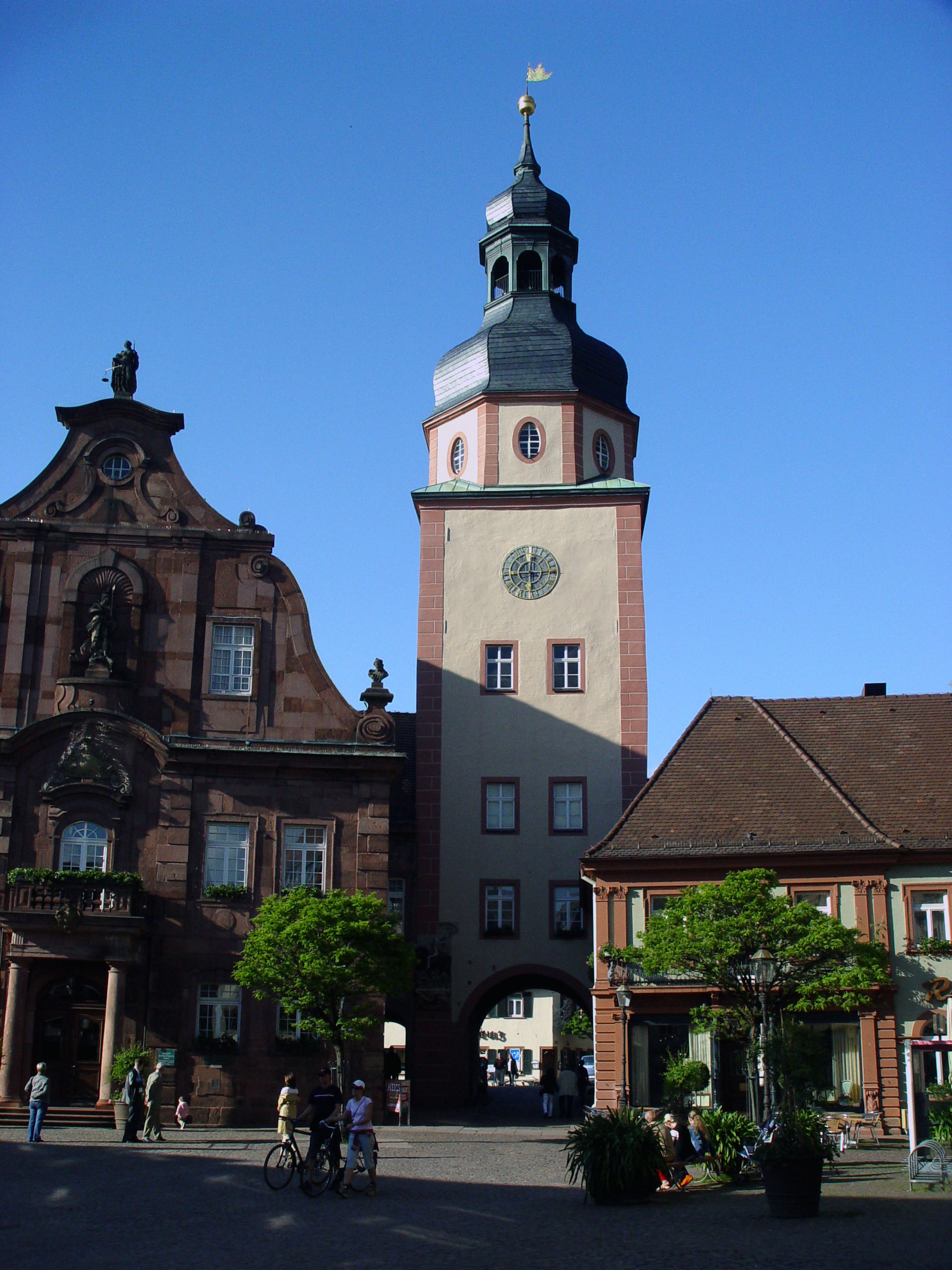
Ettlingen

Os protestantes (luteranos), a maioria dos quais se mudou para Ettlingen desde o início do século XIX, foram inicialmente administrados a partir de Rüppurr, mas em 1848 receberam o seu próprio clérigo, e em 1869 a sua própria paróquia (Johannesgemeinde - Congregação de São João), que rapidamente adquiriu a sua própria igreja, a igreja protestante mais antiga de Ettlingen. A Johannesgemeinde pertenceu inicialmente ao reitor da cidade de Karlsruhe, mas mais tarde foi transferida para o reitor de Alb-Pfinz com sede em Pfinztal. A congregação continuou a crescer e acabou por ser dividida em 1951, criando a Paulusgemeinde (Congregação de São Paulo). A Paulusgemeinde mandou construir um salão paroquial em 1953, acrescentando uma torre com sino em 1965. A Paulusgemeinde foi dividida em 1972 para criar a Luthergemeinde (Congregação de Lutero), que atende aos protestantes de Ettlingen-West, Bruchhausen, Ettlingenweier e Oberweier. De 1969 a 2003, Ettlingen foi a sede da Igreja Evangélica (Luterana) no distrito de Baden. No entanto, na sequência dos esforços para poupar dinheiro, este distrito foi dissolvido e Ettlingen foi incorporada ao distrito de Nordbaden.
Ao lado das duas grandes igrejas, há também algumas igrejas e congregações livres, incluindo uma Congregação Evangélica Livre (parte da IFFEC) e a Congregação Liebenzell. As Testemunhas de Jeová, a Igreja Nova Apostólica e uma pequena comunidade judaica também estão representados em Ettlingen.

### Cidades-irmãs
Ettlingen é uma cidade-irmã de:
- Épernay, França, desde 1953
- Middelkerke, Bélgica, desde 1971
- Clevedon, Reino Unido, desde 1980
- Löbau, Saxónia, desde 1990
- Gatchina, Rússia, desde 1992
- Menfi, Itália, desde 2007

### Distritos

Desenvolvimento populacional de Ettlingen de 1795 a 2016

- Bruchhausen
- Ettlingenweier
- Oberweier
- Schluttenbach
- Schöllbronn
- Spessart

### Demografia
| Ano  | População |
| ---- | --------- |
| 1795 | 2399      |
| 1800 | 2105      |
| 1801 | 2235      |
| 1802 | 2124      |
| 1803 | 2446      |
| 1804 | 2500      |
| 1805 | 2471      |
| 1806 | 2470      |
| 1807 | 2700      |
| 1808 | 2532      |
| 1809 | 2683      |
| 1810 | 3041      |
| 1811 | 2906      |
| 1812 | 3029      |
| 1813 | 2871      |
| 1814 | 3111      |
| 1815 | 2790      |
| 1816 | 2924      |
| 1818 | ~3000     |
| 1819 | 3126      |
| 1824 | 3242      |
| 1825 | 3291      |
| 1830 | ~3400     |
| 1845 | 5094      |

| Ano / Data               | População |
| ------------------------ | --------- |
| 1º de dezembro de 1871   | 5094      |
| 1º de dezembro de 1880   | 5608      |
| 1º de dezembro de 1890   | 6547      |
| 1 de dezembro de 1900 ¹  | 8033      |
| 1 de dezembro de 1910 ¹  | 9407      |
| 8 de outubro de 1919 ¹   | 9553      |
| 16 de junho de 1925 ¹    | 9435      |
| 16 de junho de 1933      | 10152     |
| 17 de maio de 1939 ¹     | 11869     |
| Dezembro de 1945 ¹       | 10799     |
| 13 de setembro de 1950 ¹ | 16451     |
| 6 de junho de 1961 ¹     | 19390     |
| 27 de maio de 1970 ¹     | 21464     |
| 31 de dezembro de 1975   | 34455     |
| 31 de dezembro de 1980   | 36995     |
| 25 de maio de 1987 ¹     | 37168     |
| 31 de dezembro de 1990   | 37759     |
| 31 de dezembro de 1995   | 38546     |
| 31 de dezembro de 2000   | 38420     |
| 31 de dezembro de 2005   | 39026     |
| 31 de dezembro de 2010   | 38553     |
| 31 de dezembro de 2015   | 38982     |
| 31 de dezembro de 2016   | 39332     |
| 31 de dezembro de 2017   | 39315     |

1 Censo populacional

### Auto-descrição
Inácio de Loyola foi o fundador da ordem dos jesuítas e em Ettlingen havia um mosteiro jesuíta no século XVII. Era comum, portanto, que muitos meninos fossem batizados em nome de Ignaz, cuja abreviação é "Naze". Naquela época Ettlingen não tinha esgoto subterrâneo. Todos os efluentes fluíam em trincheiras em forma de vala, que a população descreveu como "Dohlen" (hoje em Ettlingen um barranco é geralmente chamado de "Dohle"). Essas trincheiras estavam cobertas com placas de ferro ou pedra, onde os moradores andavampor cima. Os mais jovens empurravam propositadamente as tábuas com seus sapatos de madeira, causando um barulho enorme. Assim, no decorrer do tempo, o Ettlinger passou a se descrever como "Dohlenaze", denominação que permanece até hoje.

## Transportes públicos
Os comboios das linhas S1 e S11 do Stadtbahn Karlsruhe fazem escala nas paragens Ettlingen Erbprinz/Schloss, Ettlingen Wasen e Ettlingen Stadt. Estas linhas operavam sobre a linha ferroviária do Vale do Alb, que liga Karlsruhe a Bad Herrenalb (S1) e Ittersbach (S11). A cidade é também servida por vários ônibus geridos pela Verkehrsverbund de Karlsruher, com rotas que servem vários bairros de Ettlingen, bem como destinos mais distantes como Durlach.

## Filhos e filhas da cidade
- Franciscus Irenicus (1494 / 1495-1553), teólogo e historiador
- Georg Wurster (1934-1977), policial, vítima da RAF, estava no carro de Siegfried Buback
- Dirk Notheis (nascido em 1968), chefe do banco de investimento alemão Morgan Stanley
- Simon Pierro (nascido em 1978), mágico e apresentador de TV

## Personalidades associadas à cidade
- O escultor e litógrafo Karl Albiker (1878-1961) viveu a maior parte de sua vida em Ettlingen
- A atriz alemã Natalia Avelon nasceu em 1980 em Breslau, mas desde sua infância vive no distrito de Ettlingen Schöllbronn.
- Christian Klar (nascido em 1952), membro da RAF (2ª geração), estudou em Ettlingen.
- Winfried Schäfer (nascido em 1950), treinador de futebol
- Karl Steinbuch, (1917-2005), pioneiro da informática alemã